# 大國隆正
大國 隆正 （日语：大国 隆正；おおくに たかまさ；1793年1月11日—1871年10月1日），是日本幕末・明治維新期間的國學學者、神道家。別姓野之口。又名一造、匠作、仲衛，諱秀文、秀清、隆正，字子蝶，號葵園、佐紀乃屋 。

## 經歷
他是津和野藩藩士今井秀馨的一个孩子，生於江戶。1805年，投入平田篤胤的門下而學習國學。1818年，前往長崎開始遊學生涯、向吉尾權之助學習蘭學，同時學習梵學與書法。

## 相關项目
- 津和野藩
- 吉松隆